# Udinese Calcio 2021-2022

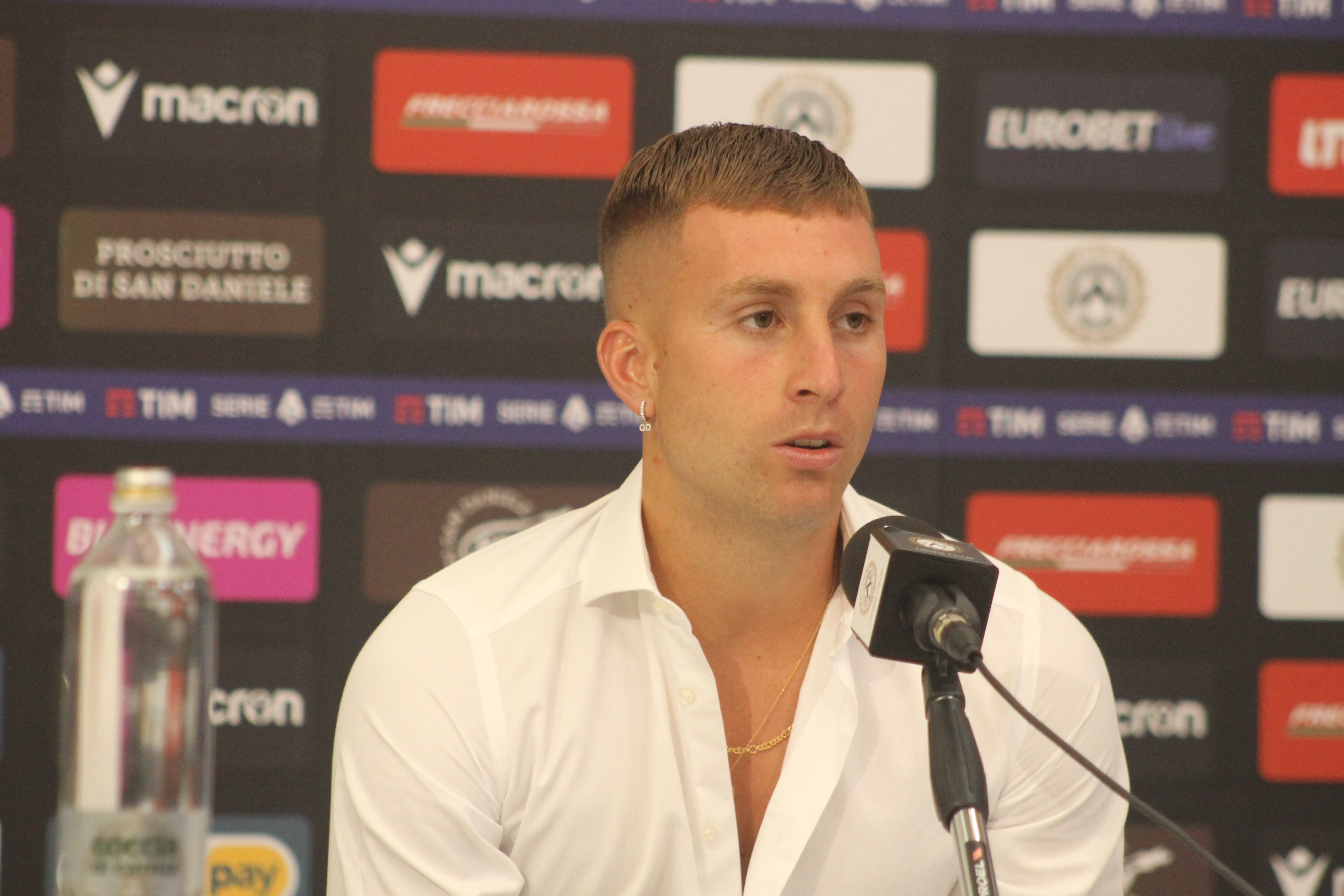
Gerard Deulofeu, miglior marcatore dell'annata con 13 gol.

Questa voce raccoglie le informazioni riguardanti l'Udinese Calcio nelle competizioni ufficiali della stagione 2021-2022.

## Stagione
La stagione 2021-2022 è la 56ª stagione (e la 27ª stagione consecutiva) nella massima divisione italiana dell'Udinese.
L'avvio di stagione è buono: dopo il successo sull'Ascoli in Coppa Italia, i bianconeri ottengono un pareggio per 2-2 in rimonta contro la Juventus e due vittorie; 3-0 in casa sul Venezia e 0-1 al Picco con lo Spezia. A questo bell'avvio seguono però tre sconfitte di fila, contro Napoli (0-4 in casa), Roma (1-0  all'Olimpico) e Fiorentina (0-1 in casa), che portano l'Udinese a lottare ancora per la salvezza.
Nei successivi tre mesi la squadra di Luca Gotti sviluppa un buon gioco, grazie anche all'esplosione dell'acquisto last-minute, il bomber portoghese Beto Betuncal, che segna molti gol anche pesanti, tra cui il gol del pareggio nel recupero contro l'Atalanta e una doppietta all'Olimpico contro la Lazio. Nonostante ciò, la formazione fiuliana riesce a conquistare in questo periodo un solo successo (per 3-2 in casa sul Sassuolo), fatto che porta all'esonero di Gotti dopo due stagioni sulla panchina friulana; al suo posto viene promosso a CT l'allora vice-allenatore Gabriele Cioffi. Con il suo arrivo i bianconeri conquistano un pareggio per 1-1 contro il Milan e un'importante vittoria esterna per 0-4 contro il Cagliari. L'Udinese non vinceva in trasferta con così tanti gol di scarto dal 2011, quando travolse sempre il Cagliari per 0-4. In seguito i bianconeri salteranno due partite, contro Salernitana e Fiorentina, per casi Covid prima nella squadra avversaria e poi nello stesso gruppo bianconero. Inizialmente viene decretato dal Giudice Sportivo il 3-0 a tavolino, poi la Corte Sportiva cambia idea, decidendo di recuperare le partite in aprile.
L'inizio del girone di ritorno è pessimo, con un solo punto conquistato in 3 partite, nello 0-0 di Marassi contro il Genoa e due sconfitte: 2-6 con l'Atalanta al Friuli e 2-0 con la Juventus allo Stadium. Dal rientro per la sosta nazionali di febbraio a fine campionato, però, i bianconeri subiscono soltanto cinque sconfitte su diciassette partite giocate: i KO arrivano nelle sfide con Verona, Napoli, Salernitana (nel recupero della diciannovesima giornata), Inter e Spezia, mentre le vittorie sono conseguite con Torino, Sampdoria, Cagliari, Venezia, Empoli e Fiorentina e i pareggi sull'1-1 avvengono con Lazio, Milan e Roma. La salvezza matematica arriva a fine aprile, dopo il pareggio con il Bologna al Dall'Ara per 2-2.
I bianconeri chiudono il campionato con una netta vittoria per 0-4 all'Arechi sulla Salernitana, che però permane in Serie A ai danni del Cagliari. Qui esordiscono in prima squadra il diciottenne Riccardo Pinzi (figlio di Giampiero) e soprattutto il sedicenne Simone Pafundi, il quale diventa così il primo 2006 a giocare in Serie A all'età di 16 anni e 66 giorni. L'Udinese chiude il campionato al dodicesimo posto a quota 47 punti; non ne otteneva più di 45 dal 2012/13, quando raggiunse i preliminari dell'Europa League. La squadra friulana si conferma così in massima serie per la 57ª volta nella storia, la 28ª consecutiva.

## Divise e sponsor
Nella stagione 2021-2022, per la quarta volta consecutiva, il fornitore ufficiale è Macron.
Lo sponsor ufficiale è Dacia (main sponsor).
| Casa | Trasferta | Terza divisa |
| ---- | --------- | ------------ |

## Organigramma societario
Area direttiva
- Presidente: Franco Soldati
- Vicepresidente: Stefano Campoccia
- Consiglieri: Gino Pozzo, Giuliana Linda Pozzo
- Consigliere e direttore generale: Franco Collavino

Area organizzativa e sportiva
- Stadium Facilities Responsible: Marco Colautti
- Supporter Liaison Officer (SLO): Ennio Iannone
- Osservatore giocatori in prestito: Stefano Fattori
- Responsabile Scouting: Andrea Carnevale
- Team Manager: Luigi Infurna (fino al 3 gennaio 2022), Antonio Criscuolo (dal 3 gennaio 2022)

Area amministrativa
- Responsabile amministrazione, finanza, controllo: Alberto Rigotto

Area comunicazione e marketing
- Ufficio stampa e comunicazione: Wordpower srl
- Segreteria: Daniela Baracetti

Area tecnica
- Allenatore: Luca Gotti (fino al 7 dicembre 2021), Gabriele Cioffi (dall'8 dicembre 2021)
- Vice-allenatore: Gabriele Cioffi
- Assistenti tecnici: Giampiero Pinzi, Michele Guadagnino, Ismael Garcia Gomez
- Responsabile area tecnica: Pierpaolo Marino
- Responsabile preparatori atletici: Gianni Brignardello
- Preparatori portieri: Alex Brunner, Sergio Marcon
- Preparatori atletici: Enrico Moro, Francesco Tonizzo, Fernandez Atuan
- Preparatori atletici recupero infortunati: Garcia Gutierrez, Jesus Lorigados
- Analista: Enrico Iodice

Area sanitaria
- Responsabile Sanitario: Fabio Tenore
- Medico Sociale: Aldo Passelli
- Fisioterapisti: Daniel Reguera Correales, Diego Suarez Perez, Borja Josè Jover De Olives, Ander Del Campo Gomez, Alessio Lovisetto, Francesco Fondelli, Pasquale Iuliano
- Nutrizionisti: Antonio Molina, Pedro Estevan Navarro

## Rosa
| N. |                                 | Ruolo | Calciatore               |
| -- | ------------------------------- | ----- | ------------------------ |
| 1  | Italia (bandiera)               | P     | Marco Silvestri          |
| 2  | Argentina (bandiera)            | D     | Nehuén Pérez             |
| 3  | Brasile (bandiera)              | D     | Samir                    |
| 4  | Paesi Bassi (bandiera)          | D     | Marvin Zeegelaar         |
| 5  | Germania (bandiera)             | C     | Tolgay Arslan            |
| 6  | Francia (bandiera)              | C     | Jean-Victor Makengo      |
| 7  | Nigeria (bandiera)              | A     | Isaac Success            |
| 7  | Italia (bandiera)               | A     | Stefano Okaka            |
| 8  | Bosnia ed Erzegovina (bandiera) | C     | Mato Jajalo              |
| 9  | Spagna (bandiera)               | A     | Cristo González          |
| 9  | Portogallo (bandiera)           | A     | Beto Betuncal            |
| 10 | Spagna (bandiera)               | A     | Gerard Deulofeu          |
| 11 | Brasile (bandiera)              | C     | Walace                   |
| 13 | Italia (bandiera)               | D     | Destiny Udogie           |
| 16 | Argentina (bandiera)            | D     | Nahuel Molina            |
| 17 | Paesi Bassi (bandiera)          | D     | Bram Nuytinck (capitano) |
| 19 | Danimarca (bandiera)            | D     | Jens Stryger Larsen      |
| 20 | Italia (bandiera)               | P     | Daniele Padelli          |
| 21 | Norvegia (bandiera)             | C     | Martin Palumbo           |
| 22 | Italia (bandiera)               | P     | Simone Scuffet           |
| 22 | Spagna (bandiera)               | D     | Pablo Marí               |
| 23 | Argentina (bandiera)            | A     | Ignacio Pussetto         |
| 24 | Germania (bandiera)             | C     | Lazar Samardžić          |
| 25 | Italia (bandiera)               | D     | Marco Ballarini          |

| N. |                               | Ruolo | Calciatore           |
| -- | ----------------------------- | ----- | -------------------- |
| 28 | Croazia (bandiera)            | D     | Filip Benković       |
| 29 | Serbia (bandiera)             | A     | Petar Mićin          |
| 29 | Italia (bandiera)             | P     | Antonio Santurro     |
| 30 | Macedonia del Nord (bandiera) | A     | Ilija Nestorovski    |
| 31 | Italia (bandiera)             | P     | Manuel Gasparini     |
| 37 | Argentina (bandiera)          | C     | Roberto Pereyra      |
| 45 | Italia (bandiera)             | A     | Fernando Forestieri  |
| 50 | Brasile (bandiera)            | D     | Rodrigo Becão        |
| 63 | Italia (bandiera)             | C     | Jacopo Fedrizzi      |
| 64 | Rep. Ceca (bandiera)          | C     | Jan Kubala           |
| 65 | Italia (bandiera)             | P     | Matteo Carnelos      |
| 66 | Italia (bandiera)             | P     | Edoardo Piana        |
| 67 | Italia (bandiera)             | D     | Ricky Maset          |
| 69 | Italia (bandiera)             | A     | Simone Ianesi        |
| 70 | Italia (bandiera)             | C     | Riccardo Castagnaviz |
| 71 | Italia (bandiera)             | C     | Mattia Damiani       |
| 72 | Italia (bandiera)             | D     | Niccolò Cocetta      |
| 73 | Italia (bandiera)             | D     | Lorenzo Codutti      |
| 74 | Tunisia (bandiera)            | D     | Raed Jaziri          |
| 75 | Italia (bandiera)             | C     | Riccardo Pinzi       |
| 80 | Italia (bandiera)             | C     | Simone Pafundi       |
| 87 | Francia (bandiera)            | D     | Sebastian De Maio    |
| 91 | Polonia (bandiera)            | A     | Łukasz Teodorczyk    |
| 93 | Francia (bandiera)            | D     | Brandon Soppy        |

## Calciomercato

### Sessione estiva(dal 1/7 al 31/8)
| Acquisti         | Acquisti            | Acquisti        | Acquisti                         |
| R.               | Nome                | da              | Modalità                         |
| ---------------- | ------------------- | --------------- | -------------------------------- |
| P                | Daniele Padelli     | Inter           | svincolato                       |
| P                | Marco Silvestri     | Verona          | definitivo (2,3 milioni €)       |
| D                | Thomas Ouwejan      | AZ Alkmaar      | prestito                         |
| D                | Nicholas Opoku      | Amiens          | fine prestito                    |
| D                | Francisco Sierralta | Empoli          | fine prestito                    |
| D                | Destiny Udogie      | Verona          | prestito con obbligo di riscatto |
| C                | Andrija Balić       | Perugia         | fine prestito                    |
| C                | Mamadou Coulibaly   | Salernitana     | fine prestito                    |
| C                | Svante Ingelsson    | Paderborn       | fine prestito                    |
| C                | Lazar Samardžić     | RB Lipsia       | definitivo (3 milioni €)         |
| A                | Riad Bajić          | Ascoli          | fine prestito                    |
| A                | Ewandro             | Vitória         | fine prestito                    |
| A                | Cristo González     | Mirandés        | fine prestito                    |
| A                | Ryder Matos         | Empoli          | fine prestito                    |
| A                | Petar Mićin         | Čukarički       | fine prestito                    |
| A                | Ignacio Pussetto    | Watford         | rinnovo prestito                 |
| A                | Isaac Success       | Watford         | definitivo                       |
| A                | Łukasz Teodorczyk   | Charleroi       | fine prestito                    |
| D                | Nehuén Pérez        | Atlético Madrid | prestito                         |
| D                | Brandon Soppy       | Rennes          | definitivo (2,5 milioni €)       |
| A                | Beto Betuncal       | Portimonense    | prestito con obbligo di riscatto |
| Altre operazioni |                     |                 |                                  |
| R.               | Nome                | da              | Modalità                         |

| Cessioni         | Cessioni            | Cessioni        | Cessioni                  |
| R.               | Nome                | a               | Modalità                  |
| ---------------- | ------------------- | --------------- | ------------------------- |
| P                | Manuel Gasparini    | Pro Vercelli    | prestito                  |
| P                | Juan Musso          | Atalanta        | definitivo (20 milioni €) |
| D                | Kevin Bonifazi      | SPAL            | fine prestito             |
| D                | Thomas Ouwejan      | AZ Alkmaar      | fine prestito             |
| D                | Sebastian Prödl     |                 | fine contratto            |
| C                | Mamadou Coulibaly   | Salernitana     | rinnovo prestito          |
| C                | Rodrigo de Paul     | Atlético Madrid | definitivo (35 milioni €) |
| C                | Svante Ingelsson    | Hansa Rostock   | definitivo                |
| A                | Riad Bajić          | Brescia         | prestito                  |
| A                | Petar Mićin         | Sereď           | prestito                  |
| A                | Ewandro             | CRB             | definitivo                |
| A                | Kevin Lasagna       | Verona          | riscatto cartellino       |
| A                | Felipe Vizeu        | Yokohama FC     | prestito                  |
| D                | Francisco Sierralta | Watford         | definitivo                |
| A                | Ryder Matos         | Perugia         | definitivo                |
| D                | Nicholas Opoku      | Amiens          | rinnovo prestito          |
| A                | Cristo González     | Real Valladolid | prestito                  |
| P                | Simone Scuffet      | APOEL           | definitivo                |
| C                | Martin Palumbo      | Juventus U23    | prestito                  |
| A                | Fernando Llorente   |                 | fine contratto            |
| Altre operazioni |                     |                 |                           |
| R.               | Nome                | a               | Modalità                  |

### Trasferimenti dopo la sessione estiva
| Acquisti | Acquisti         | Acquisti | Acquisti   |
| R.       | Nome             | da       | Modalità   |
| -------- | ---------------- | -------- | ---------- |
| P        | Antonio Santurro |          | svincolato |

| Cessioni | Cessioni      | Cessioni            | Cessioni   |
| R.       | Nome          | a                   | Modalità   |
| -------- | ------------- | ------------------- | ---------- |
| A        | Petar Mićin   | Sereď               | prestito   |
| A        | Stefano Okaka | İstanbul Başakşehir | definitivo |

### Sessione invernale(dal 3 gennaio al 31 gennaio)
| Acquisti         | Acquisti         | Acquisti       | Acquisti      |
| R.               | Nome             | da             | Modalità      |
| ---------------- | ---------------- | -------------- | ------------- |
| D                | Filip Benković   | Leicester City | definitivo    |
| D                | Pablo Marí       | Arsenal        | prestito      |
| Altre operazioni |                  |                |               |
| R.               | Nome             | da             | Modalità      |
| P                | Manuel Gasparini | Legnago        | fine prestito |
| C                | Marco Ballarini  | Foggia         | fine prestito |
| A                | Petar Mićin      | Sereď          | fine prestito |

| Cessioni         | Cessioni            | Cessioni           | Cessioni              |
| R.               | Nome                | a                  | Modalità              |
| ---------------- | ------------------- | ------------------ | --------------------- |
| D                | Sebastian De Maio   | Vicenza            | definitivo            |
| D                | Samir               | Watford            | definitivo            |
| A                | Fernando Forestieri | Johor Darul Ta'zim | risoluzione contratto |
| A                | Łukasz Teodorczyk   | Vicenza            | risoluzione contratto |
| Altre operazioni |                     |                    |                       |
| R.               | Nome                | a                  | Modalità              |

## Risultati

### Serie A

#### Girone di andata
| Arbitro: | Pezzuto (Lecce) |

|                                 |           |                        |
| Pereyra 51’ (rig.) Deulofeu 83’ | Marcatori | 3’ Dybala 23’ Cuadrado |

| Arbitro: | Marinelli (Tivoli) |

|                                        |           |  |
| Pussetto 29’ Deulofeu 70’ Molina 90+3’ | Marcatori |  |

| Arbitro: | Guida (Torre Annunziata) |

|  |           |               |
|  | Marcatori | 89’ Samardžić |

| Arbitro: | Manganiello (Pinerolo) |

|  |           |                                                   |
|  | Marcatori | 24’ Osimhen 35’ Rrahmani 52’ Koulibaly 84’ Lozano |

| Arbitro: | Rapuano (Rimini) |

|             |           |  |
| Abraham 36’ | Marcatori |  |

| Arbitro: | Ghersini (Genova) |

|  |           |                     |
|  | Marcatori | 16’ (rig.) Vlahović |

| Arbitro: | Orsato (Schio) |

|                                                        |           |                                     |
| Larsen 24’ (aut.) Quagliarella 48’ (rig.) Candreva 69’ | Marcatori | 15’ Pereyra 43’ Beto 82’ Forestieri |

| Arbitro: | Abisso (Palermo) |

|          |           |            |
| Beto 82’ | Marcatori | 67’ Barrow |

| Arbitro: | Marinelli (Tivoli) |

|                  |           |            |
| Malinovs'kyj 56’ | Marcatori | 90+4’ Beto |

| Arbitro: | Marchetti (Ostia Lido) |

|            |           |                  |
| Success 3’ | Marcatori | 83’ (rig.) Barák |

| Arbitro: | Sacchi (Macerata) |

|                 |           |  |
| Correa 60’, 68’ | Marcatori |  |

| Arbitro: | Dionisi (L'Aquila) |

|                                          |           |                          |
| Deulofeu 8’ Frattesi 39’ (aut.) Beto 51’ | Marcatori | 15’ Berardi 28’ Frattesi |

| Arbitro: | Pezzuto (Lecce) |

|                       |           |                |
| Brekalo 8’ Bremer 48’ | Marcatori | 77’ Forestieri |

| Udine 28 novembre 2021, ore 12:30 CET 14ª giornata | Udinese              | 0 – 0 referto | Genoa | Dacia Arena (11 537 spett.)\| Arbitro: \| Meraviglia (Pistoia) \| |
| Arbitro:                                           | Meraviglia (Pistoia) |               |       |                                                                   |

| Arbitro: | Piccinini (Forlì) |

|                                                        |           |                                       |
| Immobile 34’ Pedro 51’ Milinković-Savić 56’ Acerbi 79’ | Marcatori | 17’, 32’ Beto 44’ Molina 90+9’ Arslan |

| Arbitro: | Paterna (Teramo) |

|                                          |           |              |
| Stojanović 49’ Bajrami 59’ Pinamonti 78’ | Marcatori | 22’ Deulofeu |

| Arbitro: | Fourneau (Roma) |

|          |           |                   |
| Beto 17’ | Marcatori | 90+2’ Ibrahimović |

| Arbitro: | Maresca (Napoli) |

|  |           |                                         |
|  | Marcatori | 4’ Makengo 45’, 69’ Deulofeu 50’ Molina |

| Arbitro: | Sozza (Seregno) |

|  |           |             |
|  | Marcatori | 90+3’ Verdi |

#### Girone di ritorno
| Arbitro: | Pezzuto (Lecce) |

|  |           |                                                       |
|  | Marcatori | 12’ Pablo Marí 36’ Deulofeu 90+1’ Walace 90+5’ Udogie |

| Arbitro: | Fabbri (Ravenna) |

|                              |           |                                                                      |
| Djimsiti 59’ (aut.) Beto 88’ | Marcatori | 17’ Pašalić 22’, 76’ Muriel 43’ Malinovs'kyj 89’ Mæhle 90+2’ Pessina |

| Arbitro: | Giua (Olbia) |

|                         |           |  |
| Dybala 19’ McKennie 79’ | Marcatori |  |

| Genova 22 gennaio 2022, ore 15:00 CET 23ª giornata | Genoa         | 0 – 0 referto | Udinese | Stadio Luigi Ferraris (5 000 spett.)\| Arbitro: \| Doveri (Roma) \| |
| Arbitro:                                           | Doveri (Roma) |               |         |                                                                     |

| Arbitro: | Rapuano (Rimini) |

|                                    |           |  |
| Molina 90+3’ Pussetto 90+6’ (rig.) | Marcatori |  |

| Arbitro: | Colombo (Como) |

|                                             |           |  |
| Depaoli 2’ Barák 31’ Caprari 66’ Tameze 84’ | Marcatori |  |

| Arbitro: | Massimi (Termoli) |

|             |           |              |
| Deulofeu 5’ | Marcatori | 45’ Anderson |

| Arbitro: | Marchetti (Ostia Lido) |

|          |           |            |
| Leão 29’ | Marcatori | 66’ Udogie |

| Arbitro: | Irrati (Pistoia) |

|                        |           |            |
| Deulofeu 3’ Udogie 12’ | Marcatori | 13’ Caputo |

| Arbitro: | Di Bello (Brindisi) |

|            |           |                             |
| Molina 15’ | Marcatori | 90+4’ (rig.) Lo. Pellegrini |

| Arbitro: | Fourneau (Roma) |

|                  |           |              |
| Osimhen 52’, 63’ | Marcatori | 22’ Deulofeu |

| Arbitro: | Abisso (Palermo) |

|                                         |           |                |
| Becão 38’ Beto 45’, 49’, 73’ Molina 59’ | Marcatori | 32’ João Pedro |

| Arbitro: | Guida (Torre Annunziata) |

|           |           |                                 |
| Henry 86’ | Marcatori | 35’ (rig.) Deulofeu 90+4’ Becão |

| Arbitro: | Marchetti (Ostia Lido) |

|                                                           |           |                      |
| Ismajli 6’ (aut.) Deulofeu 52’ Pussetto 79’ Samardžić 87’ | Marcatori | 70’ (rig.) Pinamonti |

| Arbitro: | Santoro (Messina) |

|                       |           |                        |
| Hickey 9’ Sansone 59’ | Marcatori | 25’ Udogie 46’ Success |

| Arbitro: | Chiffi (Padova) |

|              |           |                          |
| Pussetto 72’ | Marcatori | 12’ Perišić 39’ Martínez |

| Arbitro: | Marcenaro (Genova) |

|             |           |              |
| Scamacca 6’ | Marcatori | 77’ Nuytinck |

| Arbitro: | Aureliano (Bologna) |

|                             |           |                                    |
| Molina 26’ Pablo Marí 90+4’ | Marcatori | 35’ Verde 45+3’ Gyasi 47’ Maggiore |

| Arbitro: | Orsato (Schio) |

|  |           |                                                    |
|  | Marcatori | 6’ Deulofeu 34’ Nestorovski 42’ Udogie 57’ Pereyra |

### Coppa Italia

#### Turni eliminatori
| Arbitro: | Gariglio (Pinerolo) |

|                             |           |                |
| Pereyra 11’, 55’ Molina 53’ | Marcatori | 90+2’ D'Orazio |

| Arbitro: | Gualtieri (Asti) |

|                                                  |           |  |
| Pussetto 20’, 62’ De Maio 28’ Success 41’ (rig.) | Marcatori |  |

#### Fase a eliminazione diretta
| Arbitro: | Minelli (Varese) |

|               |           |  |
| Immobile 106’ | Marcatori |  |

## Statistiche

### Statistiche di squadra
| Competizione | Punti | In casa | In casa | In casa | In casa | In casa | In casa | In trasferta | In trasferta | In trasferta | In trasferta | In trasferta | In trasferta | Totale | Totale | Totale | Totale | Totale | Totale | DR |
| Competizione | Punti | G       | V       | N       | P       | Gf      | Gs      | G            | V            | N            | P            | Gf           | Gs           | G      | V      | N      | P      | Gf     | Gs     | DR |
| ------------ | ----- | ------- | ------- | ------- | ------- | ------- | ------- | ------------ | ------------ | ------------ | ------------ | ------------ | ------------ | ------ | ------ | ------ | ------ | ------ | ------ | -- |
| Serie A      | 47    | 19      | 6       | 7       | 6       | 31      | 29      | 19           | 5            | 7            | 7            | 30           | 29           | 38     | 11     | 14     | 13     | 61     | 58     | +3 |
| Coppa Italia | -     | 2       | 2       | 0       | 0       | 7       | 1       | 1            | 0            | 0            | 1            | 0            | 1            | 3      | 2      | 0      | 1      | 7      | 2      | +5 |
| Totale       | -     | 21      | 8       | 7       | 6       | 38      | 30      | 20           | 5            | 7            | 8            | 30           | 30           | 41     | 13     | 14     | 14     | 68     | 60     | +8 |

### Andamento in campionato
| Giornata  | 1 | 2 | 3 | 4 | 5 | 6  | 7  | 8  | 9  | 10 | 11 | 12 | 13 | 14 | 15 | 16 | 17 | 18 | 19 | 20 | 21 | 22 | 23 | 24 | 25 | 26 | 27 | 28 | 29 | 30 | 31 | 32 | 33 | 34 | 35 | 36 | 37 | 38 |
| --------- | - | - | - | - | - | -- | -- | -- | -- | -- | -- | -- | -- | -- | -- | -- | -- | -- | -- | -- | -- | -- | -- | -- | -- | -- | -- | -- | -- | -- | -- | -- | -- | -- | -- | -- | -- | -- |
| Luogo     | C | C | T | C | T | C  | T  | C  | T  | C  | T  | C  | T  | C  | T  | T  | C  | T  | C  | T  | C  | T  | T  | C  | T  | C  | T  | C  | C  | T  | C  | T  | C  | T  | C  | T  | C  | T  |
| Risultato | N | V | V | P | P | P  | N  | N  | N  | N  | P  | V  | P  | N  | N  | P  | N  | V  | P  | V  | P  | P  | N  | V  | P  | N  | N  | V  | N  | P  | V  | V  | V  | N  | P  | N  | P  | V  |
| Posizione | 9 | 6 | 4 | 6 | 9 | 12 | 11 | 10 | 14 | 13 | 14 | 12 | 15 | 14 | 14 | 14 | 15 | 14 | 14 | 14 | 14 | 15 | 15 | 14 | 15 | 16 | 14 | 14 | 14 | 14 | 13 | 13 | 12 | 12 | 12 | 12 | 12 | 12 |

Fonte:  Serie A – Classifica, su legaseriea.it.
Legenda:

Luogo: C = Casa; T = Trasferta. Risultato: V = Vittoria; N = Pareggio; P = Sconfitta.

### Statistiche dei giocatori
| Giocatore         | Serie A  | Serie A | Serie A     | Serie A    | Coppa Italia | Coppa Italia | Coppa Italia | Coppa Italia | Totale   | Totale | Totale      | Totale     |
| Giocatore         | Presenze | Reti    | Ammonizioni | Espulsioni | Presenze     | Reti         | Ammonizioni  | Espulsioni   | Presenze | Reti   | Ammonizioni | Espulsioni |
| ----------------- | -------- | ------- | ----------- | ---------- | ------------ | ------------ | ------------ | ------------ | -------- | ------ | ----------- | ---------- |
| T. Arslan         | 30       | 1       | 9           | 0          | 3            | 0            | 1            | 0            | 33       | 1      | 10          | 0          |
| R. Becão          | 35       | 2       | 10          | 0          | 1            | 0            | 1            | 0            | 36       | 2      | 11          | 0          |
| F. Benković       | 2        | 0       | 0           | 0          | 0            | 0            | 0            | 0            | 2        | 0      | 0           | 0          |
| Beto              | 30       | 11      | 1           | 0          | 1            | 0            | 0            | 0            | 31       | 11     | 1           | 0          |
| S. De Maio        | 2        | 0       | 0           | 0          | 2            | 1            | 0            | 0            | 4        | 1      | 0           | 0          |
| G. Deulofeu       | 34       | 13      | 9           | 0          | 1            | 0            | 0            | 0            | 35       | 13     | 9           | 0          |
| F. Forestieri     | 4        | 2       | 1           | 0          | 2            | 0            | 0            | 0            | 6        | 2      | 1           | 0          |
| C. González       | 0        | 0       | 0           | 0          | 1            | 0            | 0            | 0            | 1        | 0      | 0           | 0          |
| M. Jajalo         | 22       | 0       | 2           | 0          | 2            | 0            | 1            | 0            | 24       | 0      | 3           | 0          |
| F. Llorente       | 0        | 0       | 0           | 0          | 0            | 0            | 0            | 0            | 0        | 0      | 0           | 0          |
| J.V. Makengo      | 33       | 1       | 7           | 1          | 3            | 0            | 0            | 0            | 36       | 1      | 7           | 1          |
| P. Marí           | 15       | 2       | 2           | 1          | 0            | 0            | 0            | 0            | 15       | 2      | 2           | 1          |
| R. Matos          | 0        | 0       | 0           | 0          | 0            | 0            | 0            | 0            | 0        | 0      | 0           | 0          |
| N. Molina         | 35       | 7       | 7           | 1          | 2            | 1            | 0            | 0            | 37       | 8      | 7           | 1          |
| I. Nestorovski    | 7        | 1       | 1           | 0          | 2            | 0            | 0            | 0            | 9        | 1      | 1           | 0          |
| B. Nuytinck       | 27       | 1       | 2           | 0          | 2            | 0            | 0            | 0            | 29       | 1      | 2           | 0          |
| S. Okaka          | 2        | 0       | 1           | 0          | 1            | 0            | 0            | 0            | 3        | 0      | 1           | 0          |
| N. Opoku          | 0        | 0       | 0           | 0          | 0            | 0            | 0            | 0            | 0        | 0      | 0           | 0          |
| D. Padelli        | 3        | -8      | 0           | 0          | 1            | 0            | 0            | 0            | 4        | -8     | 0           | 0          |
| S. Pafundi        | 1        | 0       | 0           | 0          | 0            | 0            | 0            | 0            | 1        | 0      | 0           | 0          |
| N. Pérez          | 20       | 0       | 6           | 0          | 2            | 0            | 1            | 0            | 22       | 0      | 7           | 0          |
| R. Pereyra        | 24       | 3       | 10          | 1          | 1            | 2            | 0            | 0            | 25       | 5      | 10          | 1          |
| R. Pinzi          | 1        | 0       | 0           | 0          | 0            | 0            | 0            | 0            | 1        | 0      | 0           | 0          |
| I. Pussetto       | 28       | 4       | 4           | 0          | 3            | 2            | 1            | 0            | 31       | 6      | 5           | 0          |
| L. Samardžić      | 22       | 2       | 0           | 0          | 2            | 0            | 0            | 0            | 24       | 2      | 0           | 0          |
| Samir             | 17       | 0       | 5           | 0          | 2            | 0            | 0            | 0            | 19       | 0      | 5           | 0          |
| S. Scuffet        | 0        | 0       | 0           | 0          | 0            | 0            | 0            | 0            | 0        | 0      | 0           | 0          |
| M. Silvestri      | 35       | -50     | 1           | 0          | 2            | -2           | 0            | 0            | 37       | -52    | 1           | 0          |
| B. Soppy          | 28       | 0       | 4           | 0          | 2            | 0            | 1            | 0            | 30       | 0      | 5           | 0          |
| J. Stryger Larsen | 11       | 0       | 0           | 0          | 1            | 0            | 1            | 0            | 12       | 0      | 1           | 0          |
| I. Success        | 22       | 2       | 1           | 1          | 2            | 1            | 0            | 0            | 24       | 3      | 1           | 1          |
| Ł. Teodorczyk     | 0        | 0       | 0           | 0          | 0            | 0            | 0            | 0            | 0        | 0      | 0           | 0          |
| D. Udogie         | 35       | 5       | 4           | 0          | 2            | 0            | 0            | 0            | 37       | 5      | 4           | 0          |
| Walace            | 36       | 1       | 6           | 1          | 2            | 0            | 0            | 0            | 38       | 1      | 6           | 1          |
| M. Zeegelaar      | 14       | 0       | 3           | 0          | 2            | 0            | 2            | 0            | 16       | 0      | 5           | 0          |